# Basananthe parvifolia
Basananthe parvifolia là một loài thực vật có hoa trong họ Lạc tiên. Loài này được (Baker f.) J.J.de Wilde mô tả khoa học đầu tiên năm 1973.